# خاعة (بكيل المير)

تعديل مصدري - تعديل

خاعة هي إحدى قرى عزلة فاس بمديرية بكيل المير التابعة لمحافظة حجة، بلغ تعداد سكانها 82 نسمة حسب تعداد اليمن لعام 2004.